# Tenerías
Tenerías är en ort i Mexiko.   Den ligger i kommunen Maravatío och delstaten Michoacán de Ocampo, i den södra delen av landet, 130 km väster om huvudstaden Mexico City. Tenerías ligger 2 366 meter över havet och antalet invånare är 344.
Terrängen runt Tenerías är kuperad söderut, men norrut är den platt. Runt Tenerías är det ganska tätbefolkat, med 192 invånare per kvadratkilometer. Närmaste större samhälle är Maravatío, 13,9 km väster om Tenerías. I omgivningarna runt Tenerías växer huvudsakligen savannskog.